# Auguste-Louis-Gabriel Leconte de Roujou
Auguste-Louis-Gabriel Leconte de Roujou, né le 11 février 1819 à Blois et mort le 25 novembre 1902 à Montrichard, est un peintre, graveur et architecte français.

## Biographie
Auguste-Louis-Gabriel Leconte de Roujou est le fils de Désiré Joseph Louis Leconte de Roujou, magistrat, et de Rose Meslier. Son frère Charles Leconte de Roujou deviendra procureur de la République et conseiller général dans le canton de Contres (tout comme l'a été leur père).
Élève de Jean-Arnoud Léveil et Jean Gigoux, il expose au Salon de 1850 à 1893.
En 1854, il épouse Marie Dolard. Leur fille Berthe Rose Amélie Marie (1849-1912) épouse en 1875 Gustave Adolphe Gerhardt. Leur fils Louis Charles Désiré (1856-1900) deviendra capitaine de frégate dans la Marine française et chevalier de la Légion d'honneur.
Il meurt à l'âge de 83 ans à son domicile de Montrichard.

## Galerie

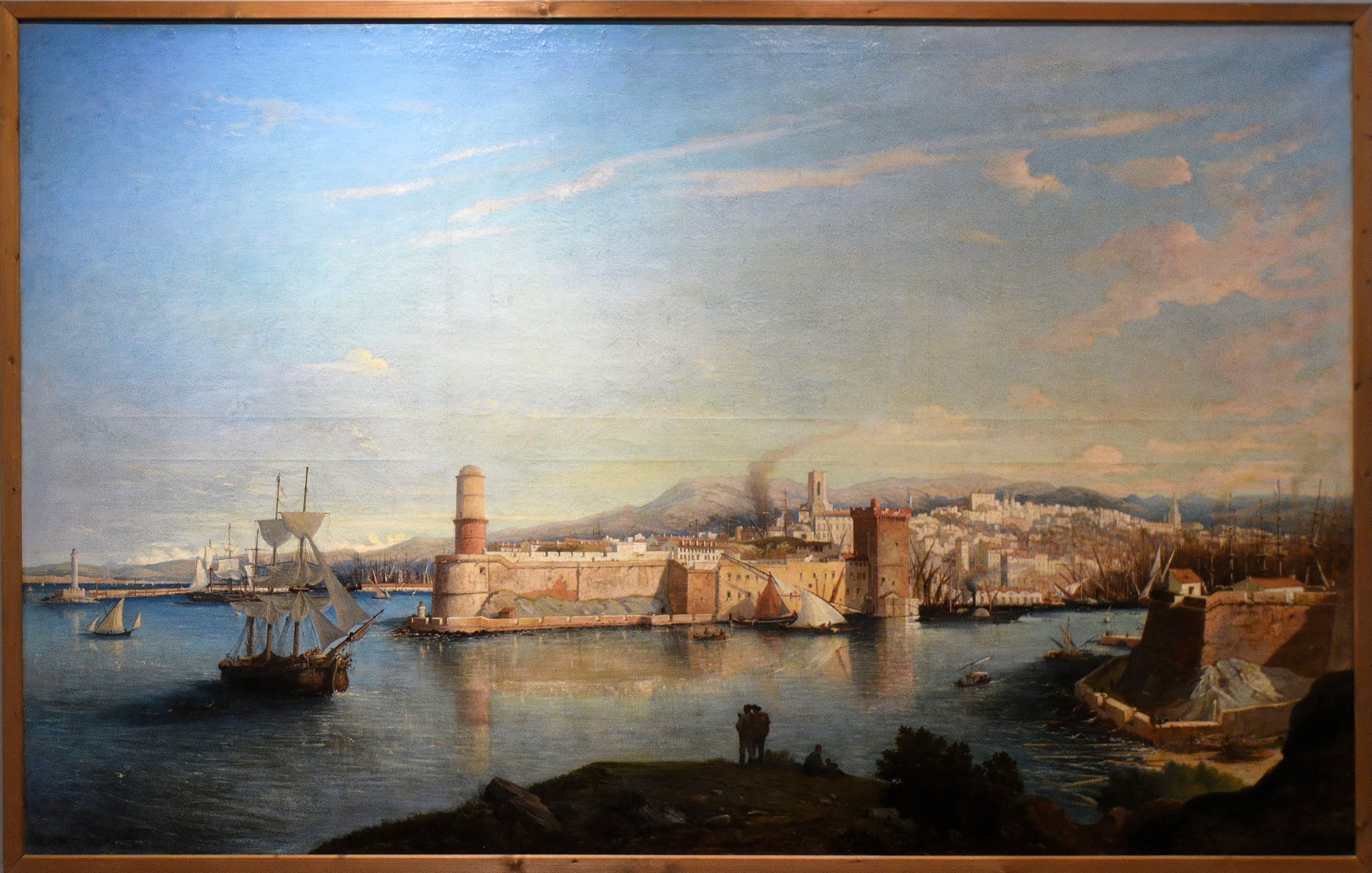
Vue de Marseille, prise du palais du Pharo, 1859, Musée de Tessé, Le Mans.

## Participation aux Salons parisiens
(sauf mention)
- Vue de Florence, au Salon de 1850
- Vue de Florence, au Salon de 1852
- Souvenir des jardins de Boboli, à Florence, au Salon de 1853
- Vue de Florence, prise des collines de San Miniato, au Salon de 1853
- Souvenir des jardins de Boboli, à Florence, au Salon de 1855
- Vue de Florence, prise du faubourg Saint-Nicolas, au Salon de 1855
- Vue du château des papes, à Avignon, au Salon de 1857
- Vue de Florence, Lungarno, au Salon de 1858 (Blois)
- Vue d'Avignon, Château des Papes, au Salon de 1858 (Blois)
- Vue de Marseille prise du palais de S. M. l'Empereur, au Salon de 1859
- Florence ; vue de la route de San Miniato, au Salon de 1861
- Le Forum romain, au Salon de 1861
- Vue du Ponte-Vecchio, à Florence, au Salon de 1863
- Vue des ports de Marseille, prise de Notre-Dame-de-la-Garde, au Salon de 1864
- Vue générale de Montebello, d'après nature, après la bataille, au Salon de 1864 (Toulouse)
- Un paysage, au Salon de 1866
- Vue de Menton (Alpes-Maritimes), au Salon de 1866, aquarelle
- Vue du vieux marché, à Florence, au Salon de 1866
- Ancien palais des podestats à Florence, au Salon de 1867, aquarelle
- Une rue de Florence, au Salon de 1867, aquarelle
- Jardin antique ; chênes verts, au Salon de 1869
- Le baptistère de Saint-Marc, à Venise, au Salon de 1869, aquarelle
- Vestibule du palais de justice de Pistoïa, près Florence, au Salon de 1869, aquarelle
- Six aquarelles ; même numéro : Vues prises en Toscane, au Salon de 1870
- Six lavis ; même numéro : Vues prises en Toscane, au Salon de 1870
- Deux vues de Villefranche-sur-Mer (Alpes-Maritimes), au Salon de 1882
- Les bords du Beuvron à Loches (Indre-et-Loire), au Salon de 1882
- Environ des Montils,, au Salon de 1887, aquarelle (Blois)
- Landes de Sologne, au Salon de 1887 (Blois)
- Bords du Beuvron, au Salon de 1891 (Blois)
- Closerie, à Nanteuil, au Salon de 1891, aquarelle (Blois)
- Le Beuvron aux Montils, au Salon de 1891, aquarelle (Blois)
- Vue de Montrichard, au Salon de 1891 (Blois)
- Bords du Beuvron, aquarelle, au Salon de 1892 (Blois)
- Le Beuvron, près les Montils, au Salon de 1893, aquarelle (Blois)
- Le Printemps. Sologne, au Salon de 1893, aquarelle (Blois)
- Le soir, quai de Montrichard, aquarelle, au Salon de 1893, aquarelle (Blois)